# Robert Le Coq
Robert Le Coq (Montdidier, 1310 – Calahorra, prima del 16 novembre 1373) è stato un vescovo cattolico e politico francese.

## Biografia
Di modeste origini borghesi, figlio di un militare, si addottorò in giurisprudenza all'università di Orléans e riuscì a salire alle più alte dignità dello stato. Riuscì ad accattivarsi infatti il favore del re Giovanni il Buono per cui nel 1347 entrò nell'influente Gran Consiglio del re, e nel 1351 venne nominato "Vescovo di Laon"
Ebbe il controllo, assieme al mercante Étienne Marcel degli Stati Generali del 1355.
Il 19 settembre 1356 Giovanni il Buono, battuto dagli Inglesi nella battaglia di Poitiers, venne imprigionato e condotto a Londra. Le Coq, che già durante il regno di Giovanni era stato agente del re di Navarra Carlo II detto il Malvagio, divenne uno strumento nelle mani di quest'ultimo contro il Delfino, il futuro Carlo V di Francia, allo scopo di limitarne il potere. Quando, nel 1359, Carlo II e il Delfino stipularono un accordo, il Delfino pretese che Le Coq fosse esiliato. Robert Le Coq pertanto si rifugiò nel Regno di Navarra dove Carlo II nel 1362 gli fece ottenere il vescovado di Calahorra e La Calzada.